# Molpadia
En la mitología griega, Molpadia es una amazona que participó en la invasión del Ática por parte de las amazonas cuando Teseo raptó a su reina Antíope. Luchó junto a la reina Oritía, que es quien dirigió el asalto, y mató de un flechazo a Antíope, que peleaba en el bando griego. Teseo vengó la muerte de su esposa y mató a Molpadia. Fue enterrada junto a Antíope y su tumba todavía era mostrada en época de Pausanias.
Molpadia fue llorada por las amazonas y se convirtió en una deidad que guiaba a estas a llegar al Hades.